# Zuclopentixol
Zuclopentixolul este un antipsihotic tipic derivat de tioxantenă, fiind utilizat în tratamentul schizofreniei și al psihozelor. Căile de administrare disponibile sunt orală și intramusculară (forme depot).
Este izomerul cis al clopentixolului. Clopentixolul a fost introdus pe piață în anul 1961, iar zuclopentixolul în anul 1978.